# Tiberiu Csik
Tiberiu Csik (n. 12 decembrie 1971, Satu Mare, România) este un fost fotbalist român. În 1988 a debutat la Olimpia Satu Mare antrenată de Iosif Vigu în Divizia B. În 1992 a evoluat pentru Poli Timișoara în finala Cupei României și apoi în Cupa UEFA împotriva lui Real Madrid. În iarna 1993 a fost transferat la Steaua București. După venirea lui Victor Pițurcă la Steaua ca antrenor s-a decis întinerirea lotului, Csik fiind nevoit să plece la AS Rocar București. 
În 2002 s-a întors din Ungaria la Olimpia cu care a fost la un pas de promovare în Divizia A. Din 2005 a jucat scurt timp la Universitatea Cluj. În sezonul 2006/07 a jucat la Minerul Lupeni fiind căpitanul echipei până la rezilierea contractului în septembrie 2007. Din octombrie 2007 a preluat antrenamentul la o echipă de copii la Olimpia Satu Mare. Din 15 noiembrie 2007 până la sfârșitul turului 2007/08 a fost antrenor la echipa FC Olimpia Satu Mare. În ianuarie 2008 a revenit ca jucător la Someșul Satu Mare. S-a retras în iulie 2008 din activitatea competițională și a devenit din nou antrenor la FC Olimpia Satu Mare.
A fost selecționat la echipa națională de tineret și la lotul olimpic.

## Titluri
Steaua București
- Liga 1: 1992-93, 1993-94, 1994-95, 1995-96, 1996-97, 1997-98
- Cupa României: 1995–96, 1996–97,
- Supercupa României: 1994–95, 1997–98